# Claudinei Quirino
Claudinei Quirino da Silva (Lençóis Paulista, 19 de novembro de 1970) é um ex-atleta brasileiro.
Disputou provas de corridas de diversas distâncias como de 100, 200 metros e 4x100m rasos. Conquistou recordes sul-americanos nas provas de 200 metros, com o tempo de 19s89, e no revezamento 4x100m, com 37s90.

## Início
Claudinei Quirino foi criado em um orfanato em Pirajuí, em São Paulo. Quando fez 18 anos, foi morar com o pai em Lençóis Paulista. Trabalhou de servente de pedreiro, empacotador, catador de lata e de estrume para vender como adubo. Quando trabalhava de chapeiro na lanchonete de um posto, um  homem que fazia atletismo falou que ele poderia procurar o professor. Daí, sob a supervisão do treinador chileno Ariel Troncoso de Ravena, iniciou no atletismo em sua cidade natal. No entanto, não ganhava dinheiro para competir.
Convidado pelo técnico José Santos Primo, foi morar em Araçatuba, onde morou embaixo da arquibancada de um clube. Em 1992, foi convidado por uma equipe de Presidente Prudente, onde começou a se destacar.

## Carreira
No Campeonato Mundial de Atletismo de Atenas, em 1997, Claudinei Quirino conquistou a medalha de bronze nos 200 metros, com 20s26; em 1999, em Sevilla, na Espanha conquistou a prata nos 200 metros, com 20 segundos e o bronze nos 4x100m.
Em 1999, nos Jogos Pan-Americanos de Winnipeg, ganhou o ouro na prova de 200 metros e no revezamento 4x100 m. No mesmo ano, na etapa final do Grand Prix da IAAF, realizado em Munique, na Alemanha, ganhou ouro na prova dos 200 m com o tempo de 19s89.
Nos Jogos Olímpicos de Sydney 2000, conquistou a medalha de prata no revezamento 4x100m, com o tempo de 37s90. Quirino fazia parte do quarteto Edson Luciano, André Domingos e Vicente Lenílson. A medalha de ouro foi para a equipe dos Estados Unidos. Em 2008, o corredor Tim Montgomery, que participou do revezamento americano, confessou o uso de doping. Em dezembro desse mesmo ano, o Comitê Olímpico do Brasil (COB) contratou um advogado para acompanhar o caso, mas não conseguiu nenhum resultado.
Em 2003, nos Jogos Pan-Americanos de Santo Domingo, ganhou a prata nos 4x100m com o quarteto de Sydney. Após a confirmação do doping do americano Mickey Grimmes, integrante do quarteto que chegou primeiro ao final da prova, a equipe brasileira ficou com a medalha de ouro.
Em 2005, Claudinei foi convidado para integrar a equipe de Bobsled brasileira, como atleta reserva do trenó de 4, competiu nas Olimpíadas de Inverno de Turim, em 2006. Após essa participação, Claudinei Qurino encerrou sua carreira no esporte competitivo.
Em janeiro de 2017, Quirino assumiu a Secretaria Municipal de Esporte de Presidente Prudente (Semepp), na qual coordena, planeja e implementa as políticas municipais concernente à área de esporte, de modo a estimular, divulgar e apoiar a prática desportiva e recreativa junto à comunidade prudentina.

## Principais resultados
- Bronze nos 200m do Mundial de Atletismo de Atenas/97, com 20s26.
- Prata no Mundial de Sevilha/99, na mesma prova, com 20s.
- Ouro nos 200m na etapa final do Grand Prix da Iaaf em Munique/99 (19s89).
- Jogos Pan-americanos de Winnipeg/99:
- Ouro nos 200m, com 20s30, e no revezamento 4x100m, com 38s18 (com Edson Luciano Ribeiro, Raphael Raymundo e André Domingos)
- Prata no revezamento 4x400m, com 2min58s56 (ao lado de Anderson Jorge dos Santos, Eronildes Araújo e Sanderlei Parrela).
- Bronze nos 100m, com 10s13.
- Prata no revezamento 4x100m nos Jogos Olímpicos de Sydney de 2000, com 37s90 (no quarteto formado por Edson Luciano, André Domingos e Vicente Lenílson).
- Ouro no Pan de Santo Domingo-2003, no 4x100m, com a mesma formação de Sydney.